# Bombay Sud
Bombay Sud, parfois appelé SoBo (de l'anglais South Bombay), Vieux Bombay ou City, est le centre-ville de Bombay et son quartier le plus au sud. Il s'étend de Colaba au sud à Dadar et Sion au nord.  

## Description
Il comprend les principaux centres commerciaux de la ville, ce qui en fait le quartier le plus riche de l'Inde. Les prix de l'immobilier y sont de loin les plus élevés du pays et parmi les plus élevés du monde. 
Cumbala Hill, Malabar Hill, Breach Candy ainsi que certaines parties de Worli sont régulièrement classées dans le Global Property Index[réf. nécessaire]. 
La maison du milliardaire Mukesh Ambani, connue sous le nom d'Antilia, s'y trouve. Sa valeur est estimée à 1,5 milliard de dollars. La silhouette de ce gratte-ciel est emblématique du centre-ville. 
La plupart des résidents de Bombay Sud appartiennent à d'anciennes familles de la bourgeoisie locale. 
Géographiquement, Bombay Sud est la pointe méridionale de l'île de Salsette. La plupart des habitants de la ville utilisent l'expression Bombay Sud pour désigner la partie de l'île s'étendant de Colaba à Mahim et Sion. Le quartier est délimité à l'est par le port de Bombay et à l'ouest par l'Océan Indien.